# ریور کامک
ریور کامک (به انگلیسی: River Camac) رودخانه‌ای است که در ایرلند جریان دارد.